# Luigi Francesco di Borbone-Busset
Luigi Francesco di Borbone-Busset, conte di Busset e di Châlut (Busset, 1º gennaio 1749 – Busset, 13 febbraio 1829), è stato un generale francese.

## Biografia
Figlio del conte Francesco di Borbone-Busset e di Maddalena di Clermont-Tonnerre (19 marso 1822 – 27 luglio 1769), figlia del maresciallo duca Gaspard de Clermont-Tonnerre, era particolarmente legato affettivamente al delfino di francia, il futuro re Luigi XVI.
Diventato moschettiere, iniziò la carriera militare e diventò capitano di cavalleria nel reggimento d'Artois.
Venne poi promosso a maresciallo di campo e poi a tenente generale dell'armata del re.
Genero del ministro Pierre Étienne Bourgeois de Boynes, divenne cugino del re per un brevetto del 18 marzo 1772. Fu il padre del generale Francesco Luigi Giuseppe di Borbone-Busset e il suocero del visconte Louis Paul de Gouvello, maresciallo di campo.

## Ascendenza
|                                            |                                                       |                                                | Genitori                                     |  |  | Nonni |  |  | Bisnonni                            |  |  | Trisnonni                        |  |
|                                            |                                                       |                                                |                                              |  |  |       |  |  | Louis I de Bourbon, conte di Busset |  |  | Jean de Bourbon, conte di Busset |  |
|                                            |                                                       |                                                |                                              |  |  |       |  |  | Louis I de Bourbon, conte di Busset |  |  | Jean de Bourbon, conte di Busset |  |
|                                            |                                                       | Hélène de La Queille de Fleurac                |                                              |  |  |       |  |  | Louis I de Bourbon, conte di Busset |  |  |                                  |  |
| Louis II de Bourbon, conte di Busset       |                                                       |                                                |                                              |  |  |       |  |  | Louis I de Bourbon, conte di Busset |  |  |                                  |  |
|                                            |                                                       | Magdeleine de Bermondet                        | Georges de Bermondet, conte d'Oradour        |  |  |       |  |  |                                     |  |  |                                  |  |
|                                            |                                                       | Magdeleine de Bermondet                        | Georges de Bermondet, conte d'Oradour        |  |  |       |  |  |                                     |  |  |                                  |  |
|                                            |                                                       | Magdeleine de Bermondet                        | Françoise Garnier                            |  |  |       |  |  |                                     |  |  |                                  |  |
| François de Bourbon, conte di Busset       |                                                       | Magdeleine de Bermondet                        |                                              |  |  |       |  |  |                                     |  |  |                                  |  |
|                                            |                                                       | Timoléon Gouffier, marchese di Thois           | Antoine Gouffier, marchese di Thois          |  |  |       |  |  |                                     |  |  |                                  |  |
|                                            |                                                       | Timoléon Gouffier, marchese di Thois           | Antoine Gouffier, marchese di Thois          |  |  |       |  |  |                                     |  |  |                                  |  |
|                                            |                                                       | Timoléon Gouffier, marchese di Thois           | Louise d'Etampes                             |  |  |       |  |  |                                     |  |  |                                  |  |
| Marie Anne Gouffier de Thois               |                                                       | Timoléon Gouffier, marchese di Thois           |                                              |  |  |       |  |  |                                     |  |  |                                  |  |
|                                            |                                                       | Henriette Mauricette de Penancoët de Kérouazle | Guillaume de Penancoët, signore di Kérouazle |  |  |       |  |  |                                     |  |  |                                  |  |
|                                            |                                                       | Henriette Mauricette de Penancoët de Kérouazle | Guillaume de Penancoët, signore di Kérouazle |  |  |       |  |  |                                     |  |  |                                  |  |
|                                            |                                                       | Henriette Mauricette de Penancoët de Kérouazle | Marie de Ploeuc de Tymeur                    |  |  |       |  |  |                                     |  |  |                                  |  |
| Louis-François de Bourbon, conte di Busset |                                                       | Henriette Mauricette de Penancoët de Kérouazle |                                              |  |  |       |  |  |                                     |  |  |                                  |  |
|                                            | Charles Henri de Clermont-Tonnerre, marchese di Crusy | Roger de Clermont-Tonnerre, marchese di Crusy  |                                              |  |  |       |  |  |                                     |  |  |                                  |  |
|                                            | Charles Henri de Clermont-Tonnerre, marchese di Crusy | Roger de Clermont-Tonnerre, marchese di Crusy  |                                              |  |  |       |  |  |                                     |  |  |                                  |  |
|                                            | Charles Henri de Clermont-Tonnerre, marchese di Crusy | Gabrielle de Pernes                            |                                              |  |  |       |  |  |                                     |  |  |                                  |  |
| Gaspard, duca di Clermont-Tonnerre         | Charles Henri de Clermont-Tonnerre, marchese di Crusy |                                                |                                              |  |  |       |  |  |                                     |  |  |                                  |  |
|                                            |                                                       | Elisabeth de Massol                            | Pierre de Massol, signore di Colonge         |  |  |       |  |  |                                     |  |  |                                  |  |
|                                            |                                                       | Elisabeth de Massol                            | Pierre de Massol, signore di Colonge         |  |  |       |  |  |                                     |  |  |                                  |  |
|                                            |                                                       | Elisabeth de Massol                            | Marie Languet                                |  |  |       |  |  |                                     |  |  |                                  |  |
| Jeanne de Clermont-Tonnerre                |                                                       | Elisabeth de Massol                            |                                              |  |  |       |  |  |                                     |  |  |                                  |  |
|                                            |                                                       | Louis Anne Jules Potier, marchese di Novion    | …                                            |  |  |       |  |  |                                     |  |  |                                  |  |
|                                            |                                                       | Louis Anne Jules Potier, marchese di Novion    | …                                            |  |  |       |  |  |                                     |  |  |                                  |  |
|                                            |                                                       | Louis Anne Jules Potier, marchese di Novion    | …                                            |  |  |       |  |  |                                     |  |  |                                  |  |
| Antoinette Potier de Novion                |                                                       | Louis Anne Jules Potier, marchese di Novion    |                                              |  |  |       |  |  |                                     |  |  |                                  |  |
|                                            |                                                       | Antoinette le Comte de Montauglan              | …                                            |  |  |       |  |  |                                     |  |  |                                  |  |
|                                            |                                                       | Antoinette le Comte de Montauglan              | …                                            |  |  |       |  |  |                                     |  |  |                                  |  |
|                                            |                                                       | Antoinette le Comte de Montauglan              | …                                            |  |  |       |  |  |                                     |  |  |                                  |  |
|                                            |                                                       | Antoinette le Comte de Montauglan              |                                              |  |  |       |  |  |                                     |  |  |                                  |  |